# سوق واقف

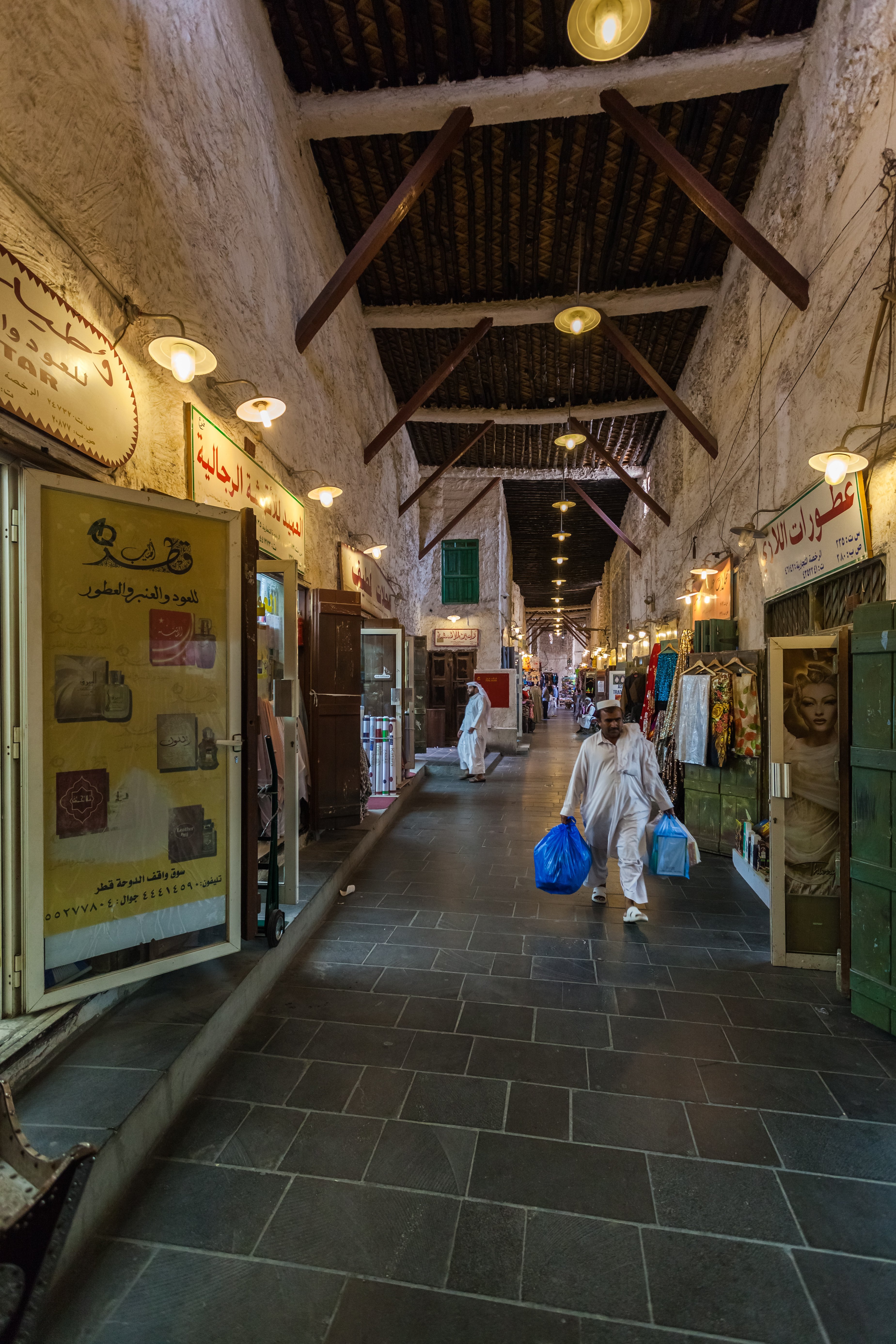
سوق واقف

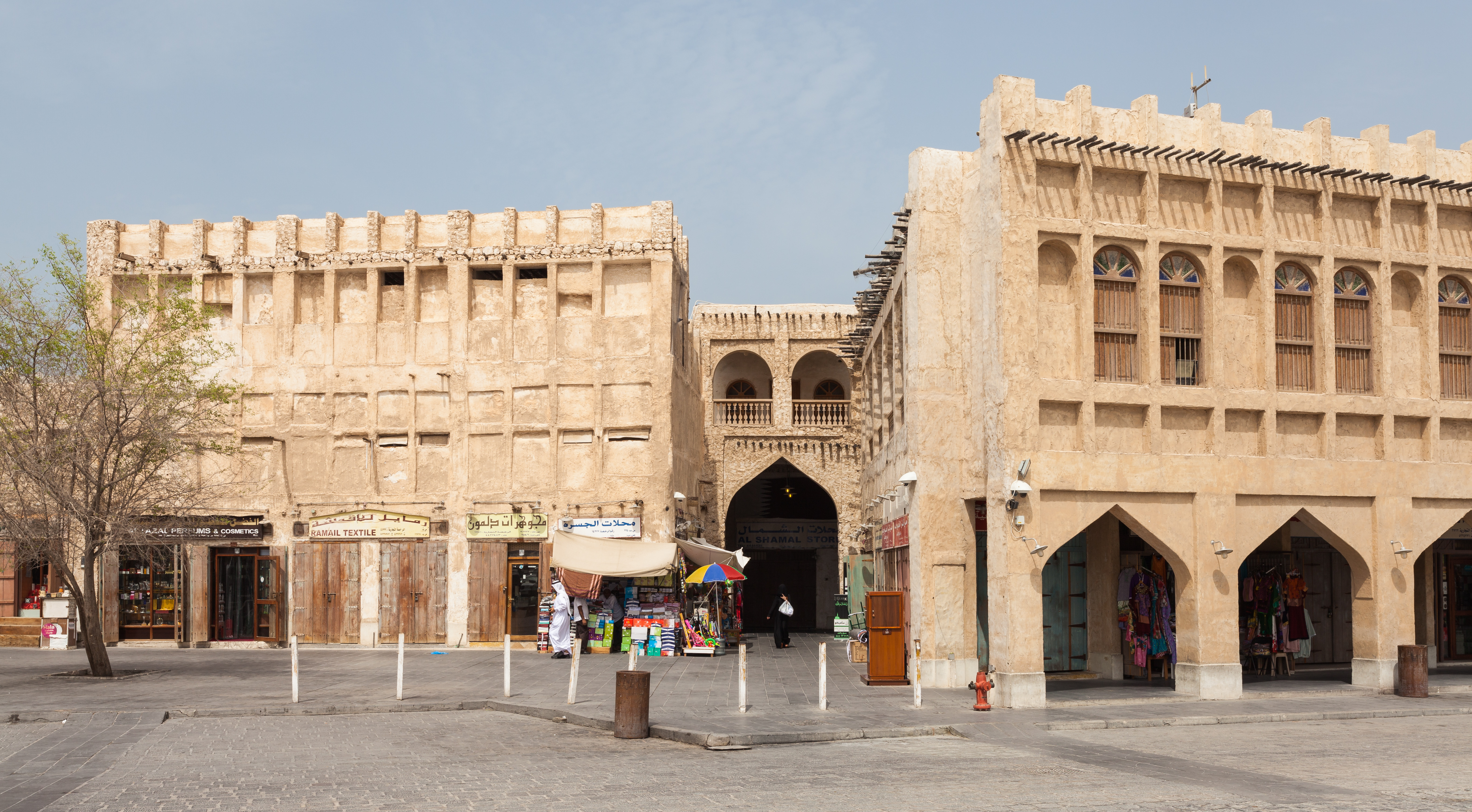
سوق واقف

سوق واقف هو سوق تقليدي يعتبر من أهم المعالم السياحية في مدينة الدوحة. يجمع السوق بين العراقة والأصالة وبين المدنية الحديثة، وهو أشهر معلم سياحي وتراثي يقصده السياح والمواطنون. يشتهر السوق ببيع المشغولات التراثية وتناول الطعام العربي والشعبي والعالمي.
تفتح معظم الأماكن في سوق واقف يوميّا من 10 قبل الظهر حتّى 12 ظهرًا ومن 4 عصراً حتّى 10 مساءً، ويعتبر السوق واحداً من أكثر الأمكنة حيوية في الدوحة وهو يضم عدداً متزايداً من المطاعم التي تقدم الطعام القطريّ التقليديّ ومختلف المأكولات الخاصة بالشرق الأوسط. في عام 2022، لعب سوق واقف دورًا بارزًا خلال بطولة كأس العالم لكرة القدم، حيث أصبح مركزًا رئيسيًا لتجمع الجماهير من مختلف أنحاء العالم. تحول السوق إلى نقطة التقاء غير رسمية للمشجعين، حيث امتلأ بالأهازيج والأعلام المتنوعة، مما عزز من مكانته كوجهة سياحية وثقافية بارزة في قطر. هذا التفاعل الجماهيري ساهم في تعزيز الاقتصاد المحلي وزيادة الإقبال على السوق خلال فترة البطولة. هناك العديد من المقاهي والمطاعم التقليديّة التي تفتح أبوابها حتّى ساعة متأخّرة (بعضها يفتح 24 ساعة). تقدم المطاعم المأكولات المحلية الشهيّة عروض دوريّة للموسيقى الشعبية، ولاسيما في الاحتفالات الكبيرة التي تم تكليف السيد ياسر بن سلطان المناعي بتأسيسها في العام 2005 ولاقت نجاح منقطع النظير حيث كانت مبهره وسابقة لوقتها آنذاك حيث شبهها المثقفون والفنانون بأنها تتفوق على مايعرض في لاس فيغاس ونورتدام دي باريس وحي الفنانين وفينا ودبي.[بحاجة لمصدر] وهناك إمكانية لالتقاط صور فوتوغرافية للحمير التي تحمل على ظهرها البردعة التقليديّة المزخرفة.

## تاريخه
يعتبر سوق واقف من الأماكن القديمة في قطر ولكنه خضع لعملية تجديد في التصميم مع الحفاظ على الأصالة بأمر من الأمير السابق لدولة قطر حمد بن خليفة آل ثاني.
سمي سوق واقف يهذه التسمية كما يقول مختصون بالتراث القطري لأن الباعة كانوا يقفون إلى جنبات الطريق التي تؤدي إلى السوق الكبير في الدوحة ليبيعوا فيها أشياء مثل (البقل والسمك)
يعود تأسيس هذا السوق القطري العريق إلى قرنٍ من الزمن، وقد كان هذا السوق التراثي في بداياته قائمًا على البدو الذين كانوا يمرون منه، بالإضافة إلى تجمع أعداد من السكان المحليين أجل بيع وشراء بعض السلع التقليدية وقد تم إنشاء هذا السوق في منطقة النهر الجاف القديم المعروف باسم وادي مشيرب، كما اشتهر هذا السوق في بداياته بكثرة بيع وشراء بعض أنواع الحيوانات، ومع مرور الوقت توسعت رقعة هذا السوق العريق، وأصبح يشتمل على العديد من السلع والمقتنيات الأخرى، ولسوء الحظ فقد تعرض هذا السوق إلى حريق في عام2003م، تسبب في تدمير جزء كبير من أجنحة السوق وبنيته التحتية القديمة.

وقد شهد سوق واقف العديد من عمليات الترميم الموسعة التي شملت العديد من مناطق السوق بعد حادثة اندلاع الحريق من أجل الحفاظ على هوية هذا السوق التراثي وإنقاذ ما يمكن إنقاذه من المعالم التي دمرها الحريق، وقد أتت عمليات الترميم هذه على مرحلتين: الأولى كانت في عام 2006، والتي كانت بتمويل من قبل الشيخ حمد بن خليفة آل ثاني وزوجته الشيخة موز بنت التفاح، أما المرحلة الثانية فكانت في عام 2008، والتي شملت عمليات هدم للمباني الموجودة في سوق واقف بعد خمسينات القرن الماضي، بينما تم تجديد المباني القديمة بحيث تحافظ هذه المباني على نمطها التقليدي بأسلوب حداثي يحفظ ما كانت عليه هذه المباني فيما مضى.

## أهمية سوق واقف
تكمن أهمية سوق واقف من خلال ما يؤثر به هذا السوق التراثي على الحركة السياحية في دولة قطر، حيث يتوافد عليه سنويًا أعدادٌ كبيرة من السياح من أجل اقتناع بعض التحف والهدايا والملبوسات التراثية، فضلًا عمَّا يحدث في هذا السوق من معارض فنية وحفلات الموسيقى وأحداث ثقافية وألعاب بهلوانية، كما تقام في بعض مرافق هذا السوق عروض ترفيهية مثيرة، كأحداث المصارعة الحرة دبليو دبليو إي، بالإضافة إلى وجود مهرجان سنوي يتم إقامته في منطقة سوق واقف ويسمى مهرجان الربيع السنوي، حيث يقام هذا المهرجان في شهر أبريل من كل عام ويشتمل على العديد من الفقرات التي تجذب المزيد من السياح سنويًا.
كما تبرز أهمية سوق واحد من خلال وجود بعض المتاحف والبيوت التراثية في محيط السوق والتي تعد امتدادًا للتجربة السياحية التي يخوضها الزائر في هذه المنطقة من العاصمة القطرية الدوحة، ومن أبرز هذه المتاحف القطرية متاحف مشيرب التي تتضمن 
بنايات تاريخية تعد من الأقدم في مدينة الدوحة عاصمة دولة قطر، ويتناول كل مبنى من هذه المباني الأثرية جانبًا مختلفًا من تاريخ وعراقة دولة قطر، حيث بدايات استكشاف وجود النفط والغاز الطبيعي في دولة قطر، بالإضافة إلى بعض الصناعات التي راجت في تاريخ الدولة القطرية مثل استخراج اللؤلؤ، بينما يركز بعضها على بعض التقاليد والعادات المتوارثة في دولة قطر.

## التجارة في السوق
تعد حركة التجارة نشطة في سوق واقف نظرا لوجود العديد من أصناف المنتجات التي يذهب المتسوقون إلى سوق واقف من أجلها، ومن أبرز السلع التي يبحث عنها زوار سوق واقف بعض أنواع القماش التقليدي، والملبوسات المختلفة، والقدور القديمة، وبعض التحف الفنية والحرف اليدوية، كما يحتوي هذا السوق التراثي على العديد من المطاعم التقليدية التي يقصدها السياح، وقد تم تجديد العديد منها بعد عام 2003 إثر اندلاع الحريق في سوق واقف، كما تم بناء بعض المتاجر والجلسات والمقاهي الجديدة التي تعد متنفسًا للسياح القادمين إلى دولة قطر، فضلًا عن السكان المحليين الذي يرون في هذا السوق فرصة لقضاء وقت ممتع في أجواء مفعمة بالتاريخ والحضارة.

## المحلات والاسواق
وفي مدخل سوق واقف تستقبل الزائرين أسراب من الحمام ألفت المكان والزوار بعدما تعوّدت على التقاط حبات القمح والأرز الملقاة هناك. ويتوزع رواد السوق في شوارعه حسب تعدد اهتماماتهم، مثل شارع الحيوانات الأليفة والطيور الذي يعتبر أكثر شوارع السوق زحمة، بأنواع كثيرة من الطيور، مثل طائر الببغاء، والعصافير ذات الأوان المختلفة، والأرانب.
أما السياح من الدول الأجنبية فوجهتهم المفضلة في سوق واقف هي شارع الحرف اليدوية والمصوغات التراثية، حيث يلتقطون صورا ويشترون تذكارات كالسيوف والخناجر المزيّنة بالفضة والنحاس، وكل ما يعبّر عن تراث وتاريخ أهل البلد، وهذا ما جعل إدارة السوق تهتم بهذا الجانب حيث خصصت لأصحاب الحرف اليدوية التقليدية مكانا على الشارع الرئيسي في السوق. وفيه أيضا، محلات تجارية تبيع الملابس التقليدية والعصرية، وأخرى تختص في أنواع البخور والعطور، بالإضافة إلى ركن يختص بتجارة الفواكه الجافة والتوابل وغيرها.

## منطقة الحيوانات الأليفة

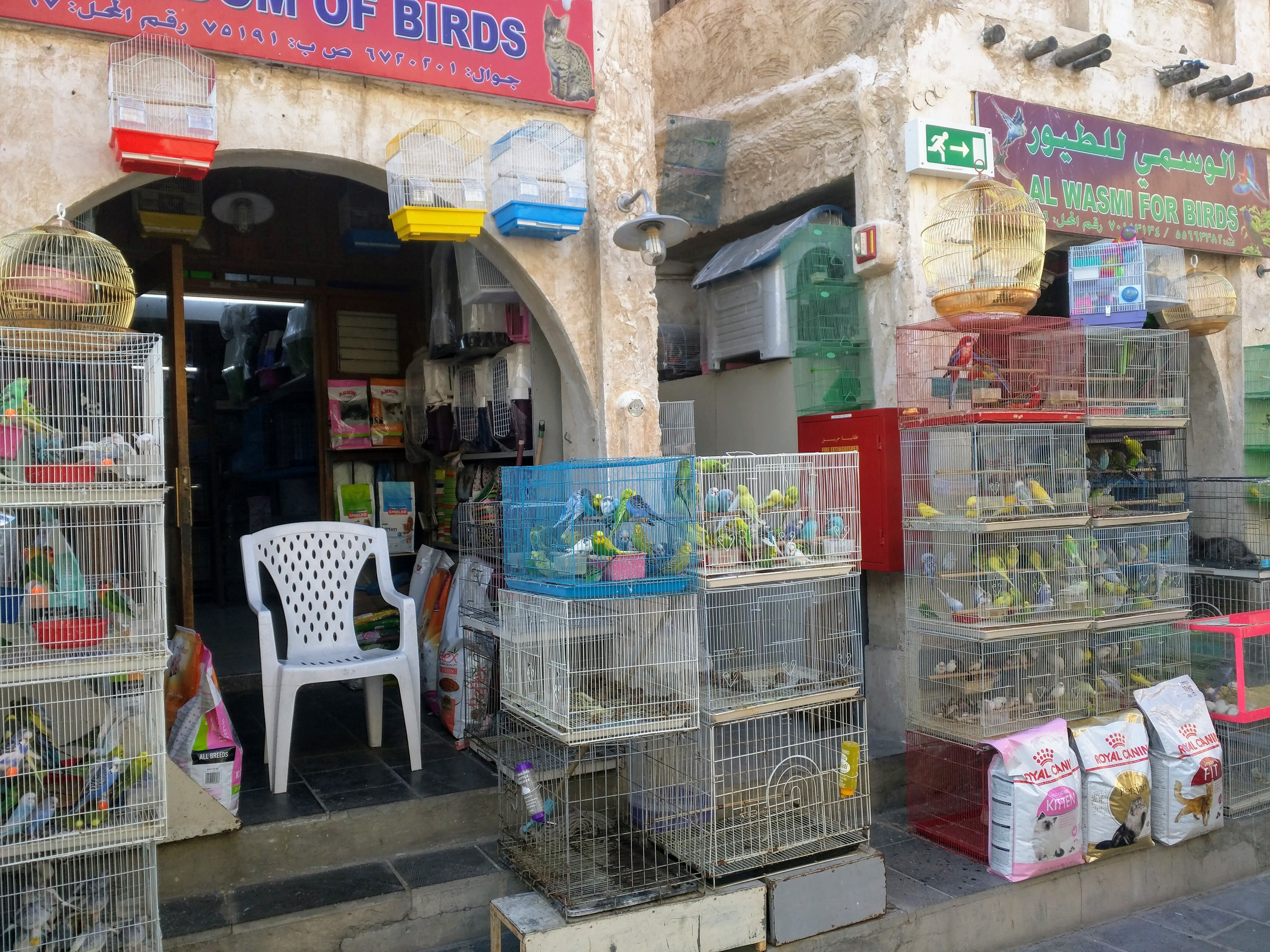
Caged birds in front of bird shops in Souq Waqif

توجد أكشاك للحيوانات الأليفة في سوق واقف يتم فيها بيع مجموعة متنوعة من الحيوانات الأليفة المنزلية، بما في ذلك الكلاب والقطط والأرانب والسلاحف والطيور. كانت الظروف المعيشية المتدنية للحيوانات الأليفة موضوع حملات مناصرة في السنوات الأخيرة، حيث جادل المؤيدون بأن الحيوانات تعاني من نقص الرعاية الصحية المناسبة والتعرض لظروف مناخية سيئة. إضافة إلى ذلك، يزعم بعض العملاء أن أصحاب الأكشاك يقومون بتزوير سجلات التطعيم. وهناك أيضًا منطقة منفصلة في السوق مخصصة لمناولة صقر. سوق الطيور، كما يطلق عليه، لا يبيع الصقور فحسب، بل يبيع أيضًا الملحقات اللازمة مثل منصات الهبوط وأنظمة التوجيه للطيور. يوجد في المنطقة المجاورة أيضًا مستشفى للصقور.

## معرض الصور

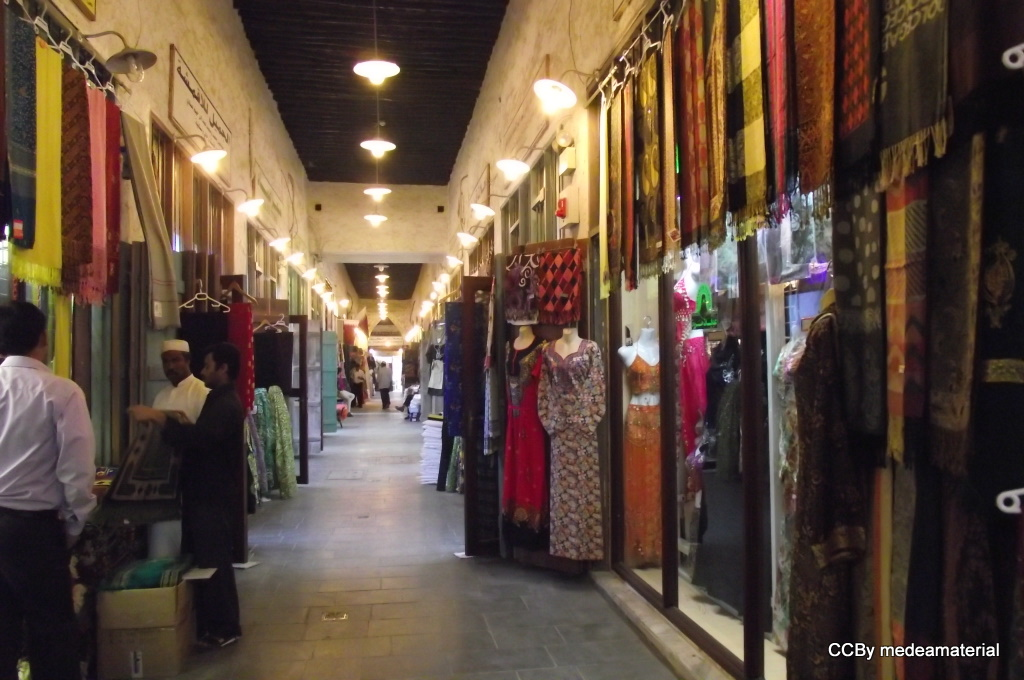
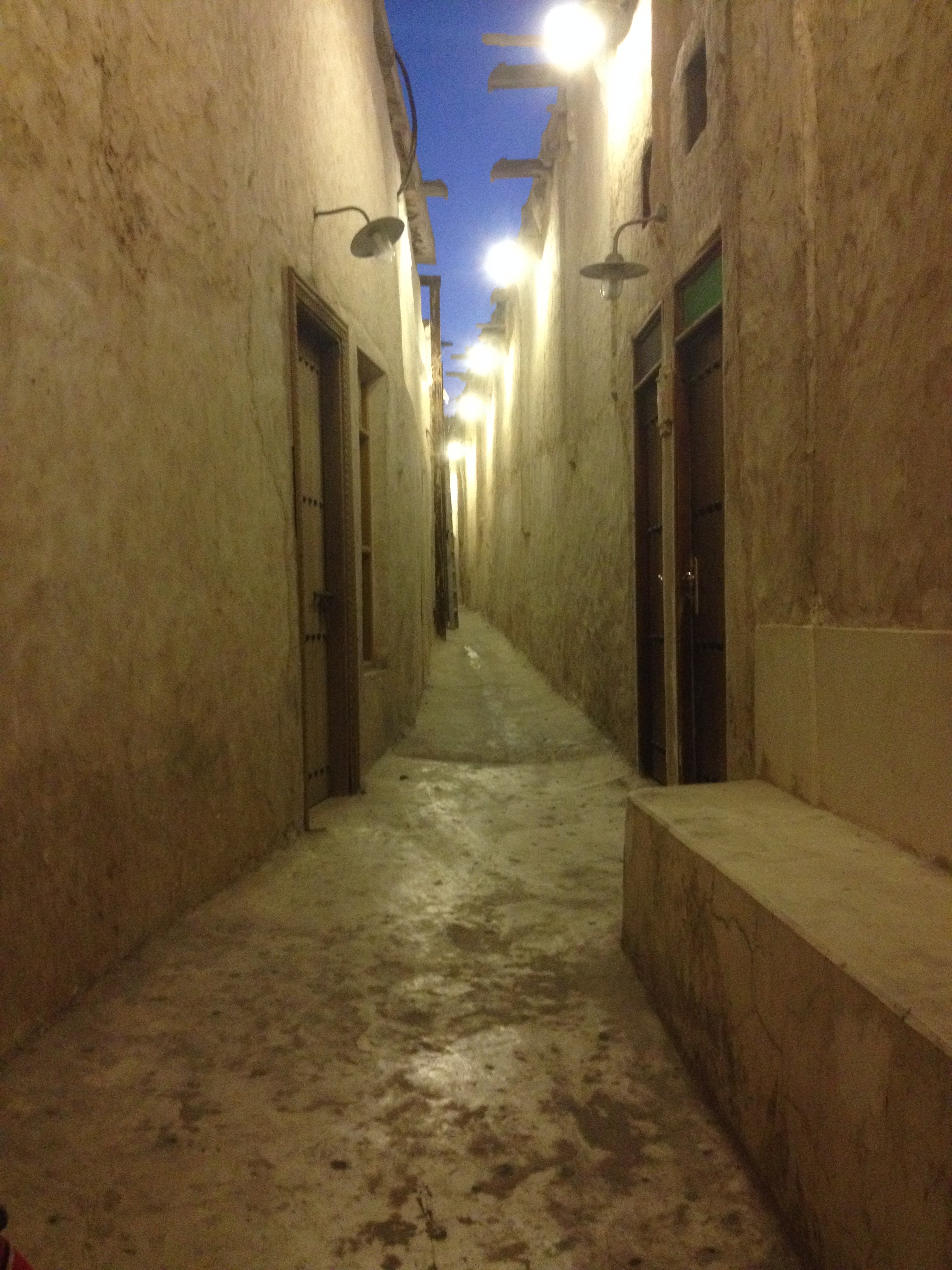
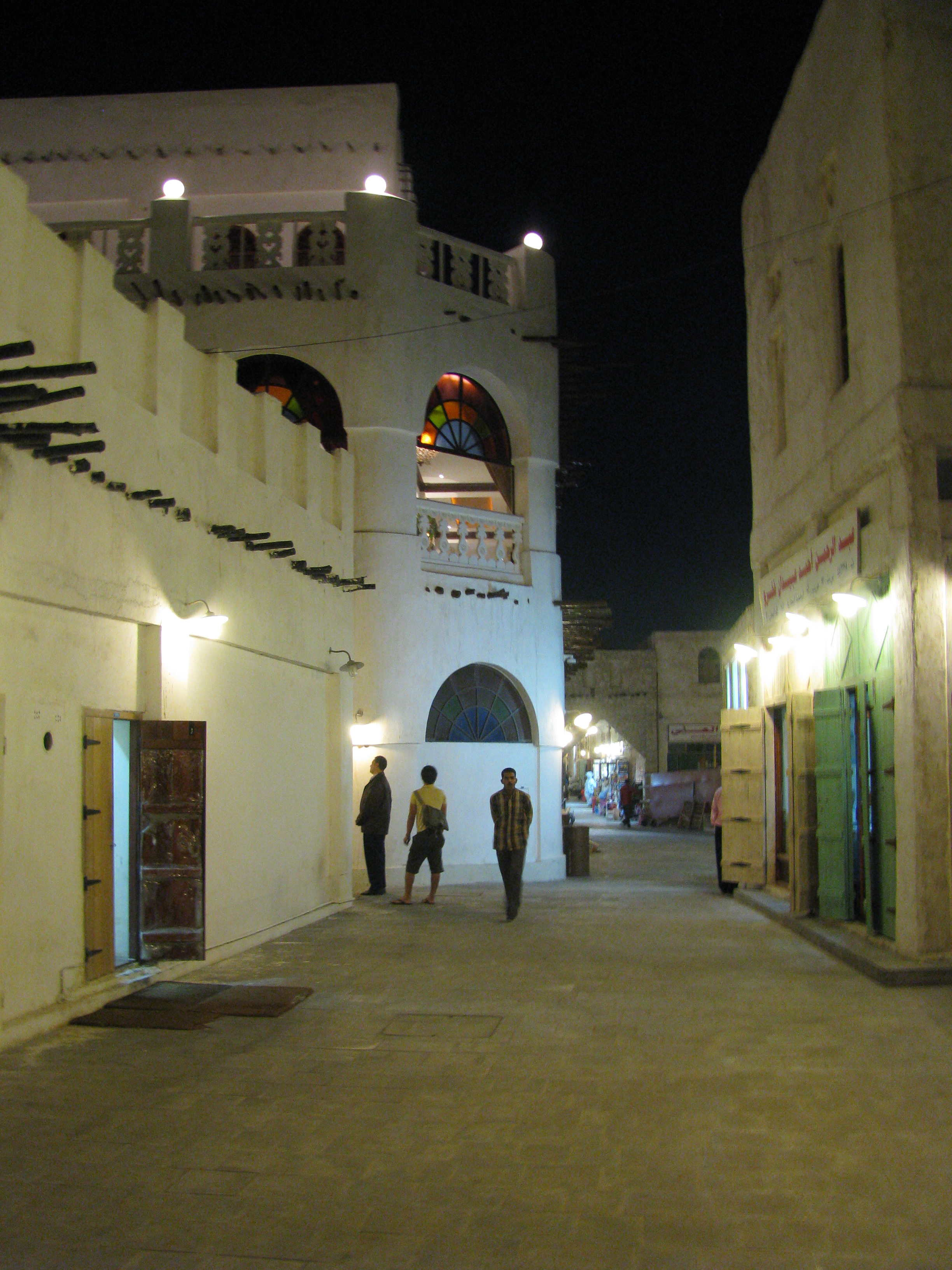
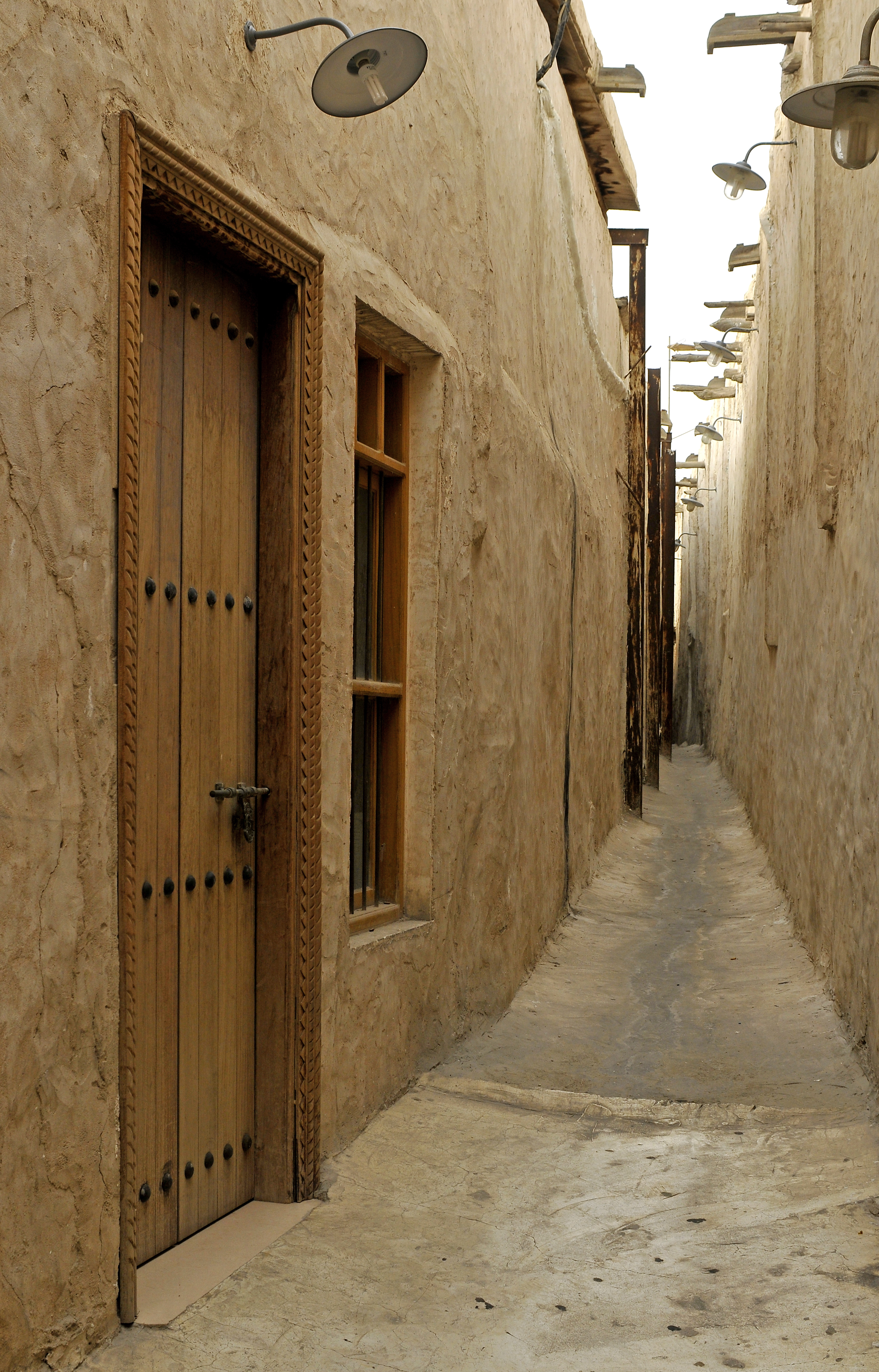
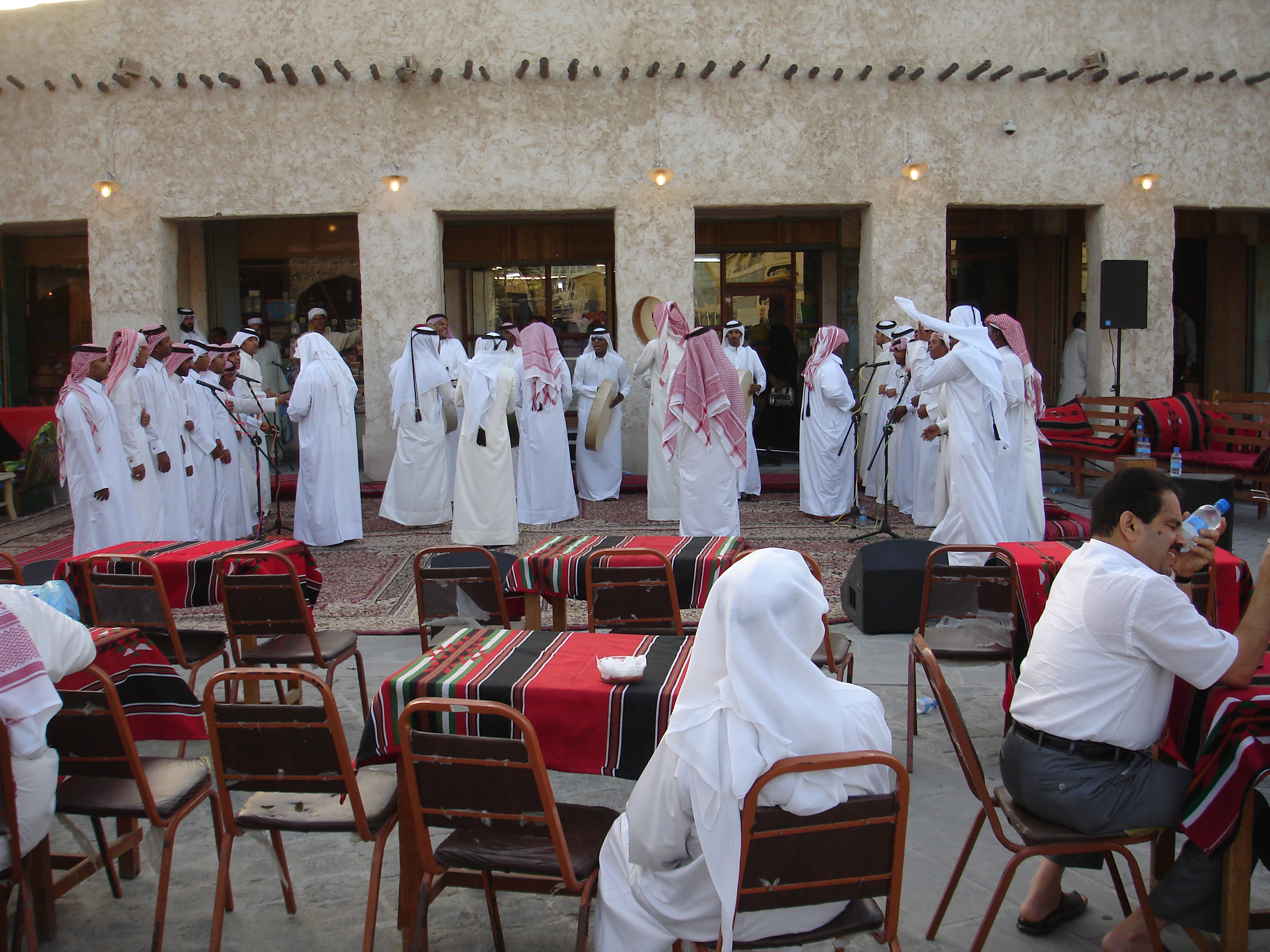
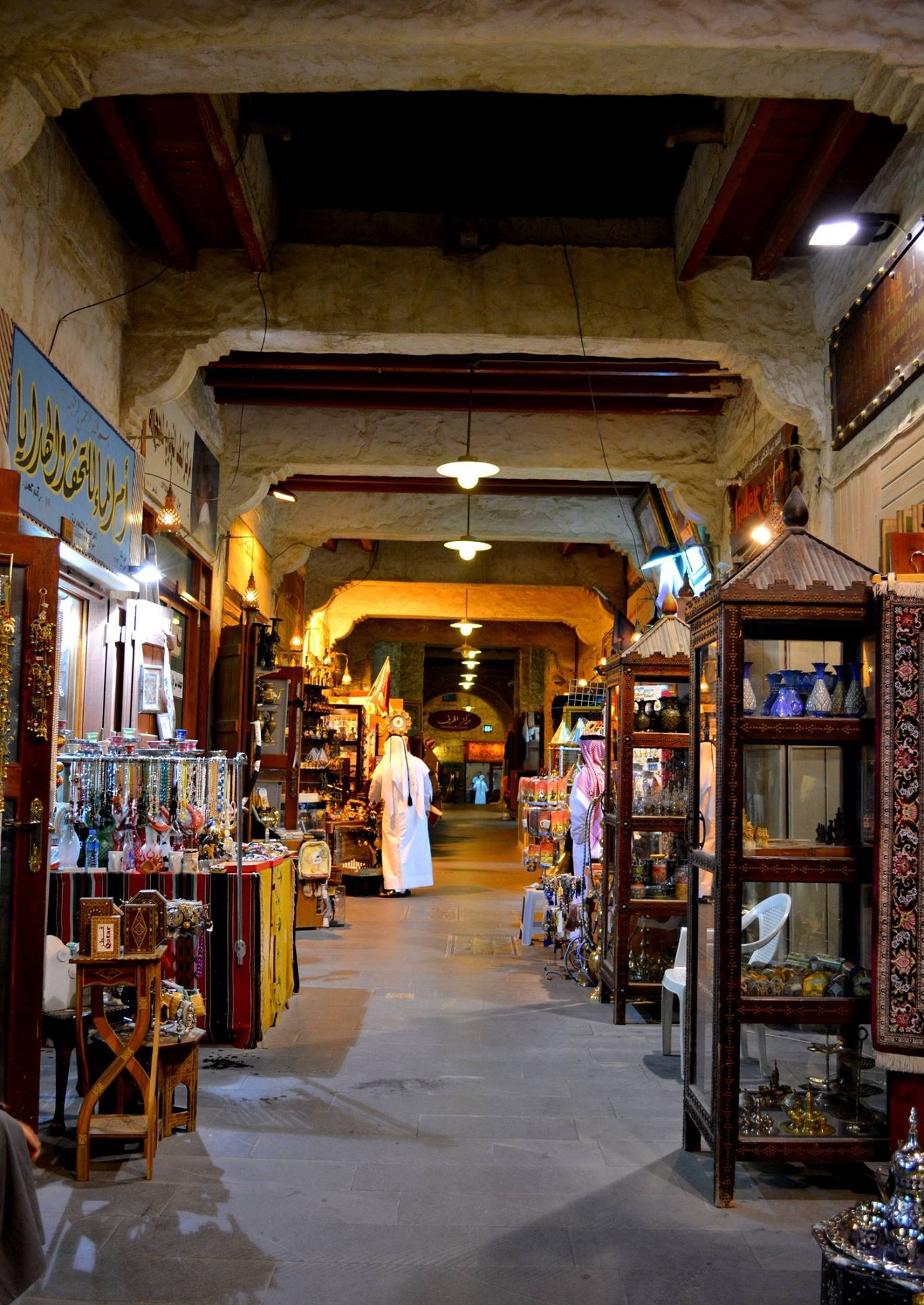
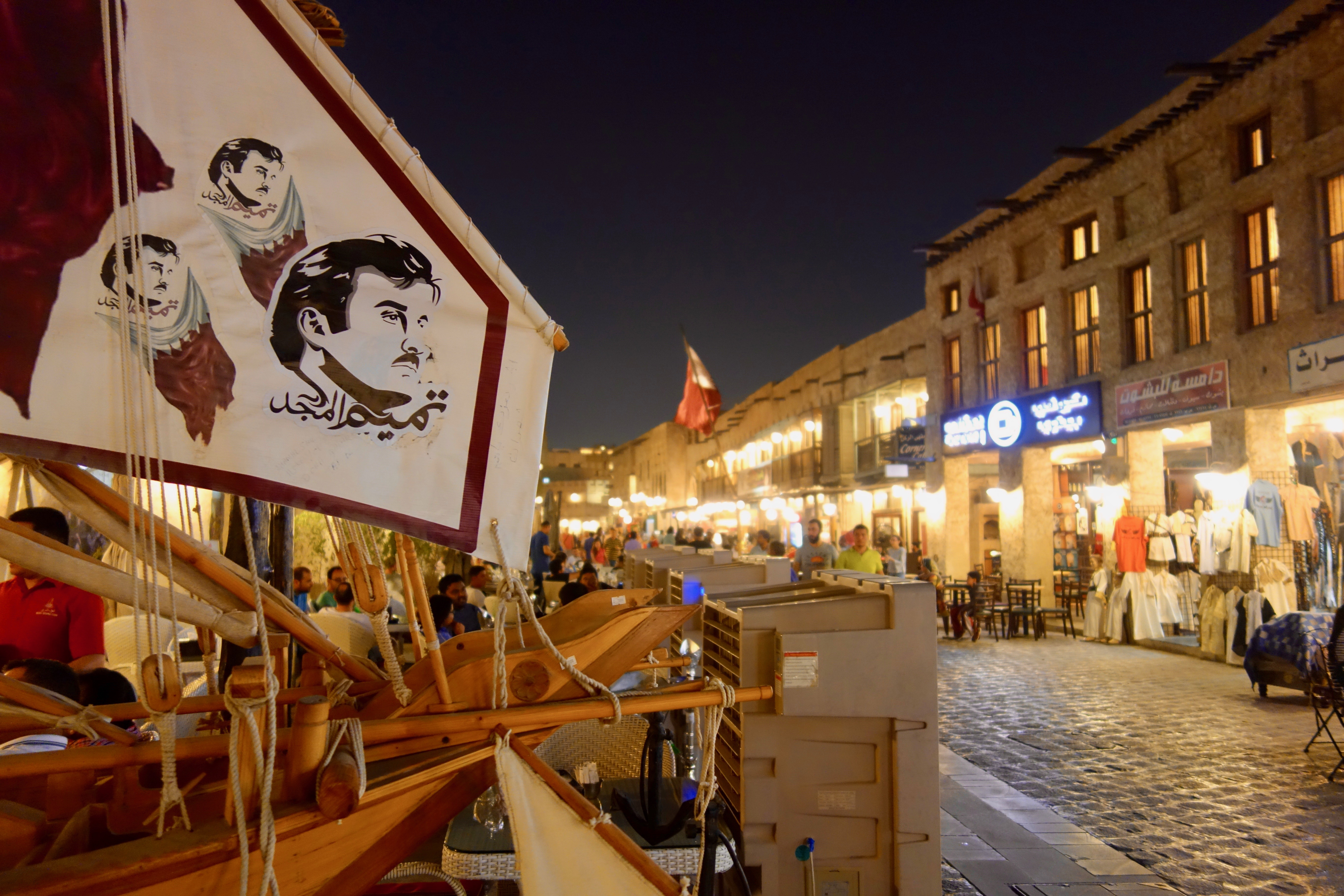
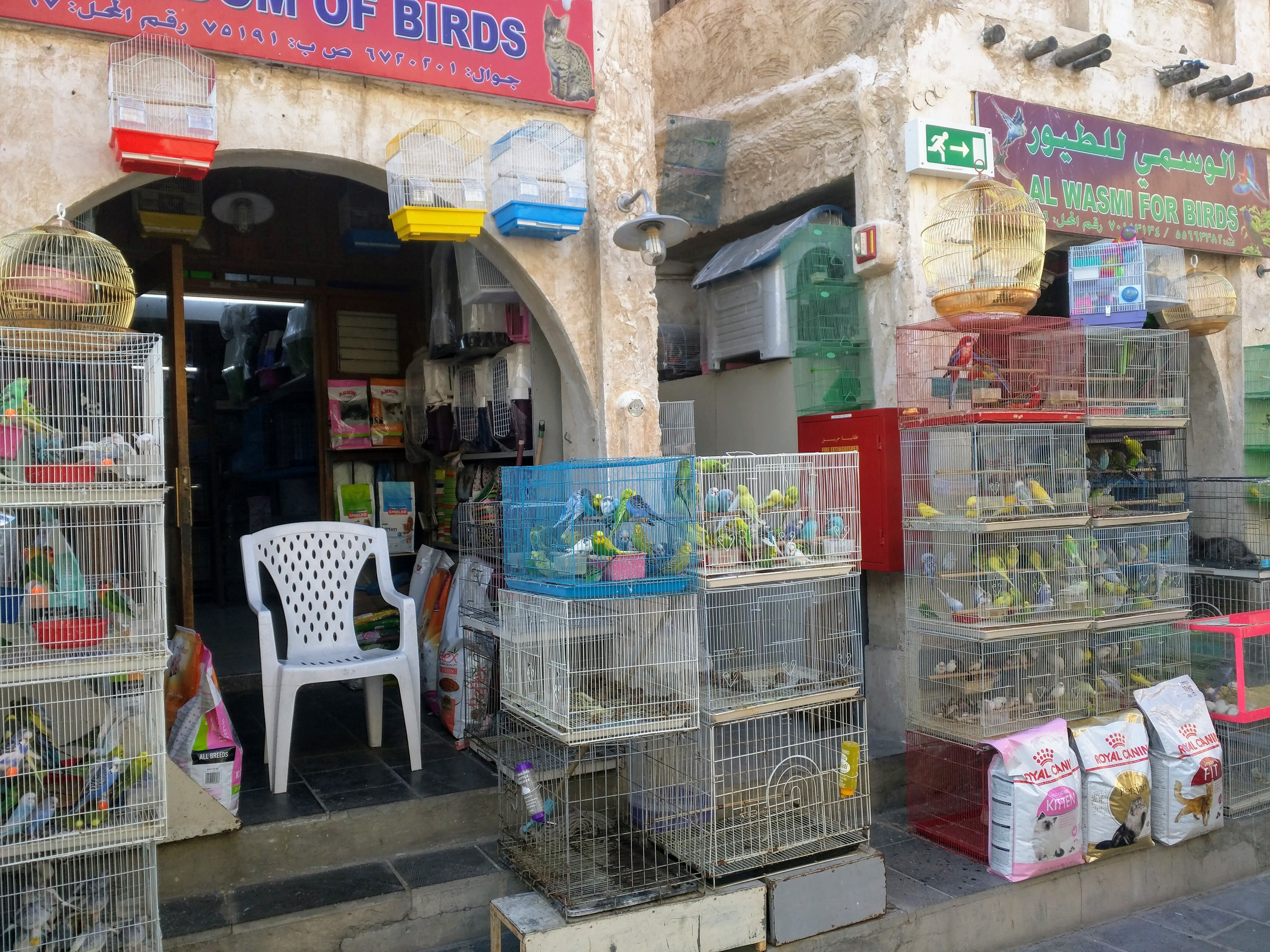
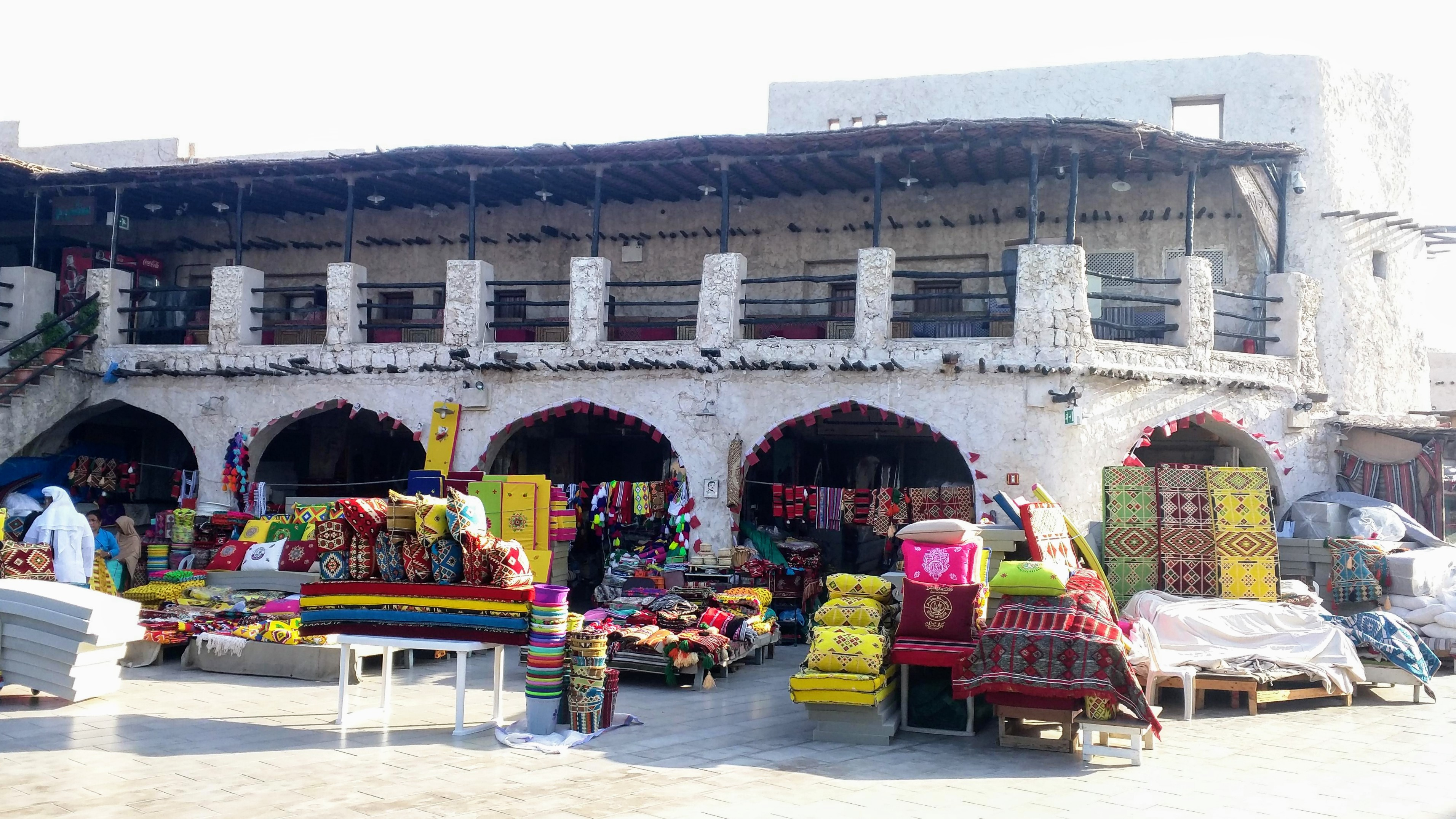
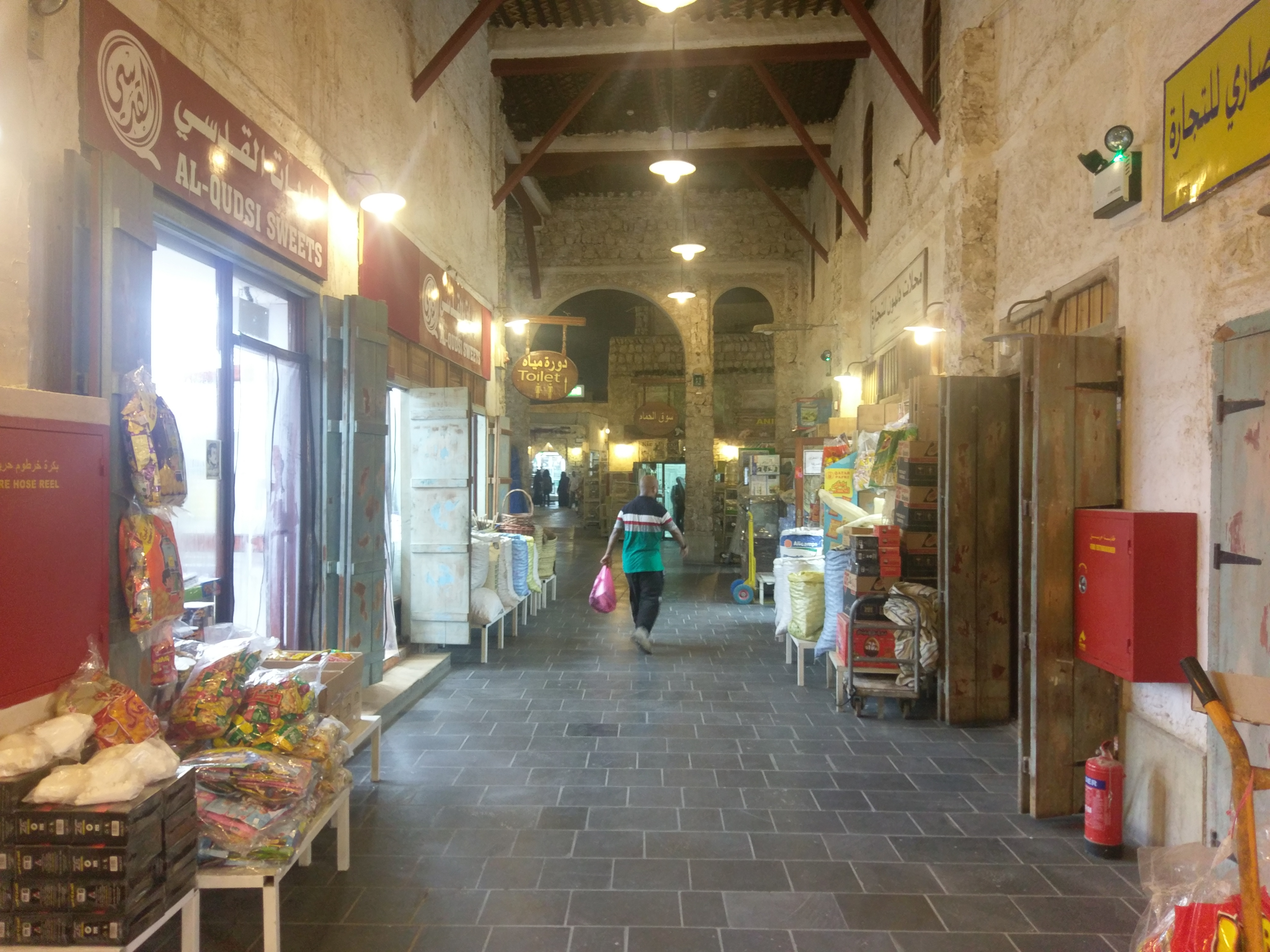
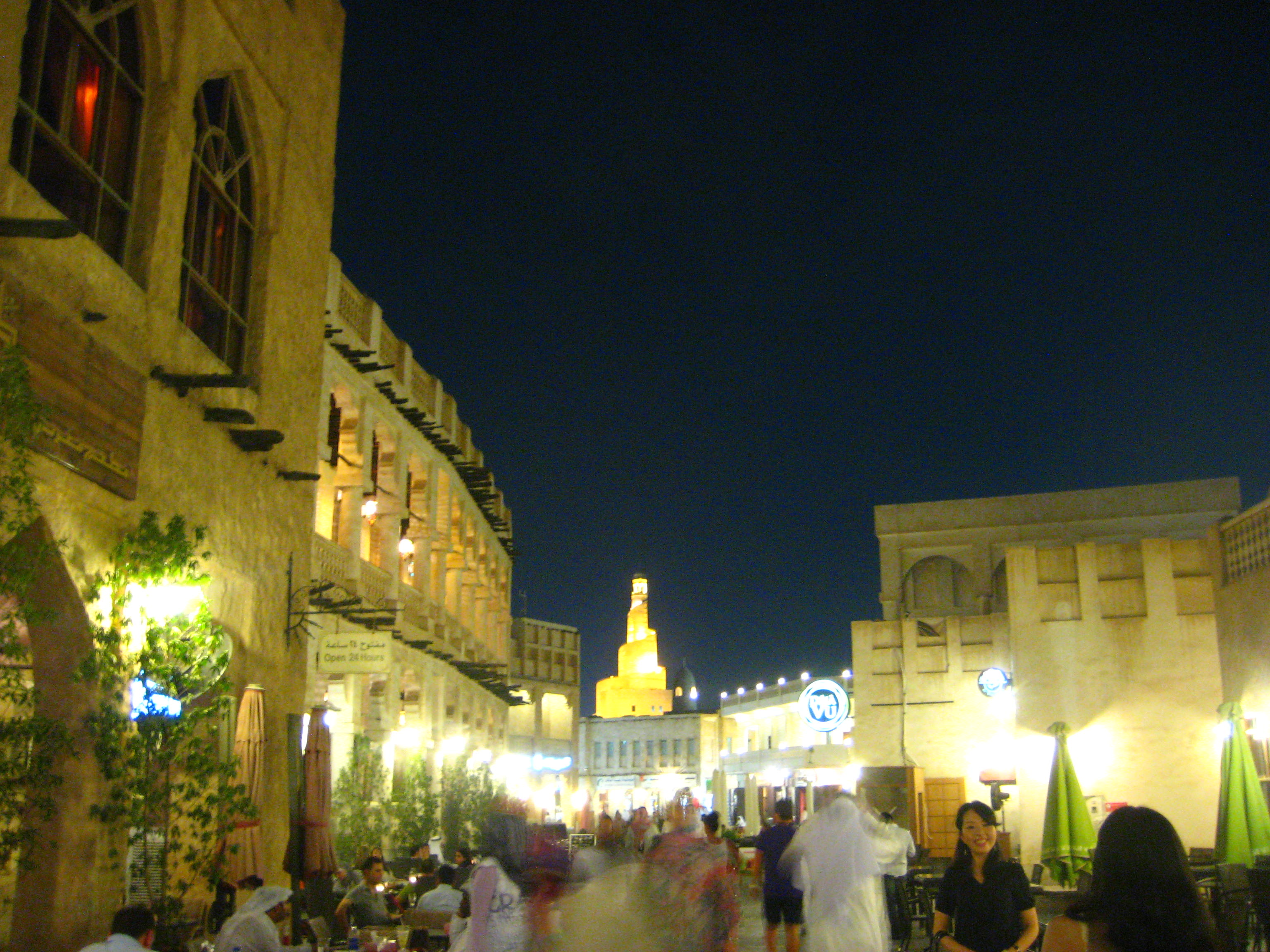
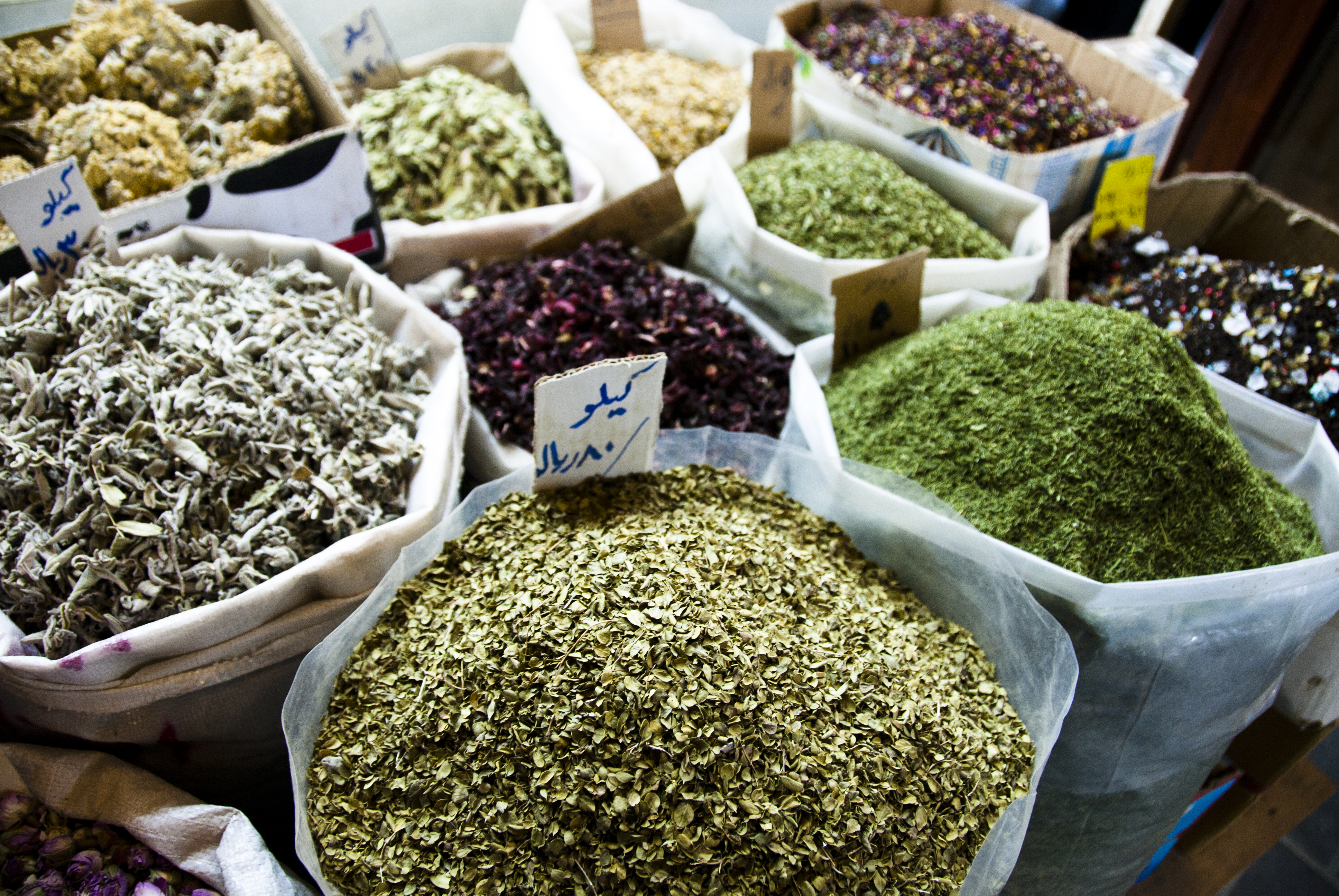
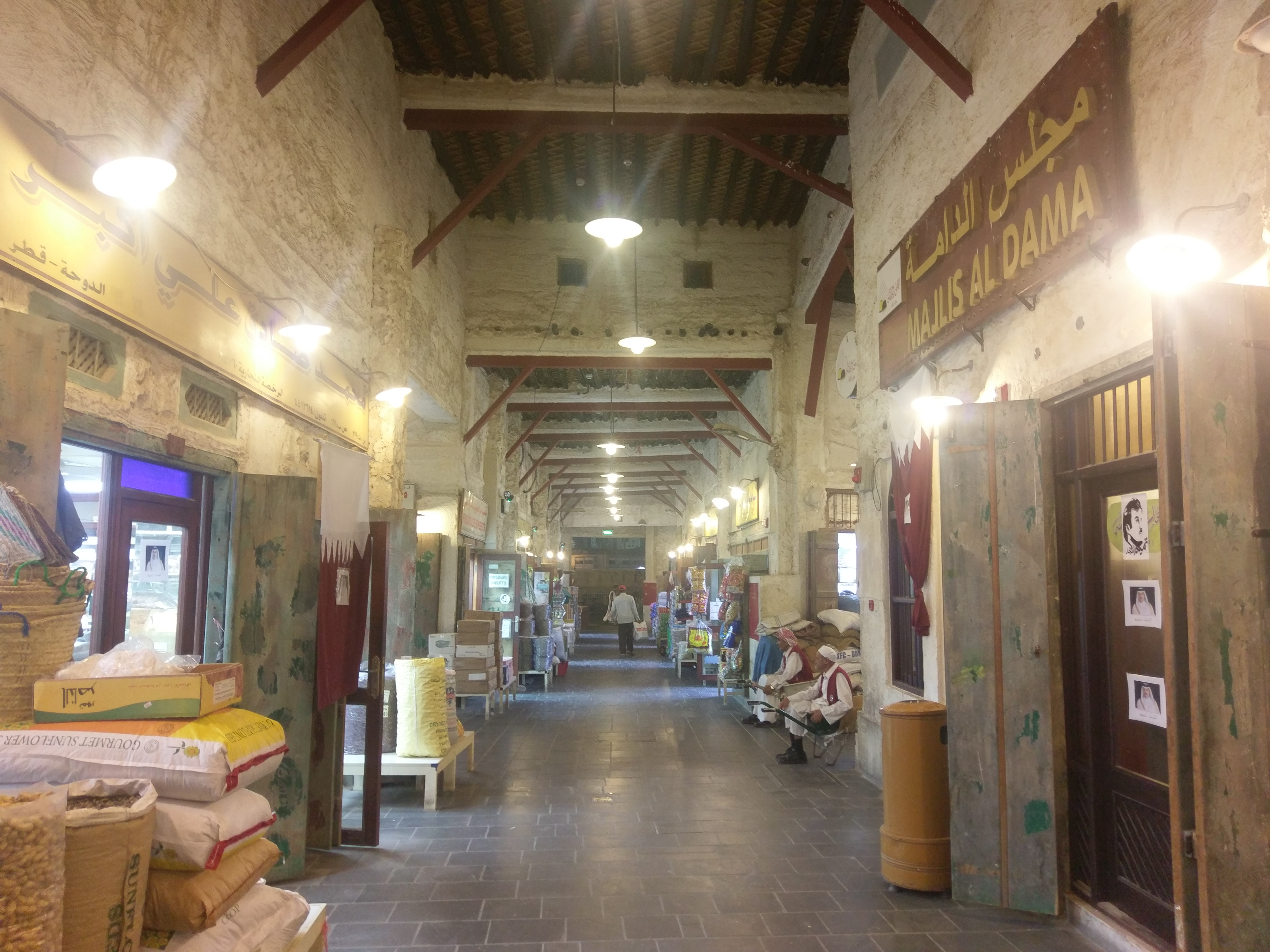
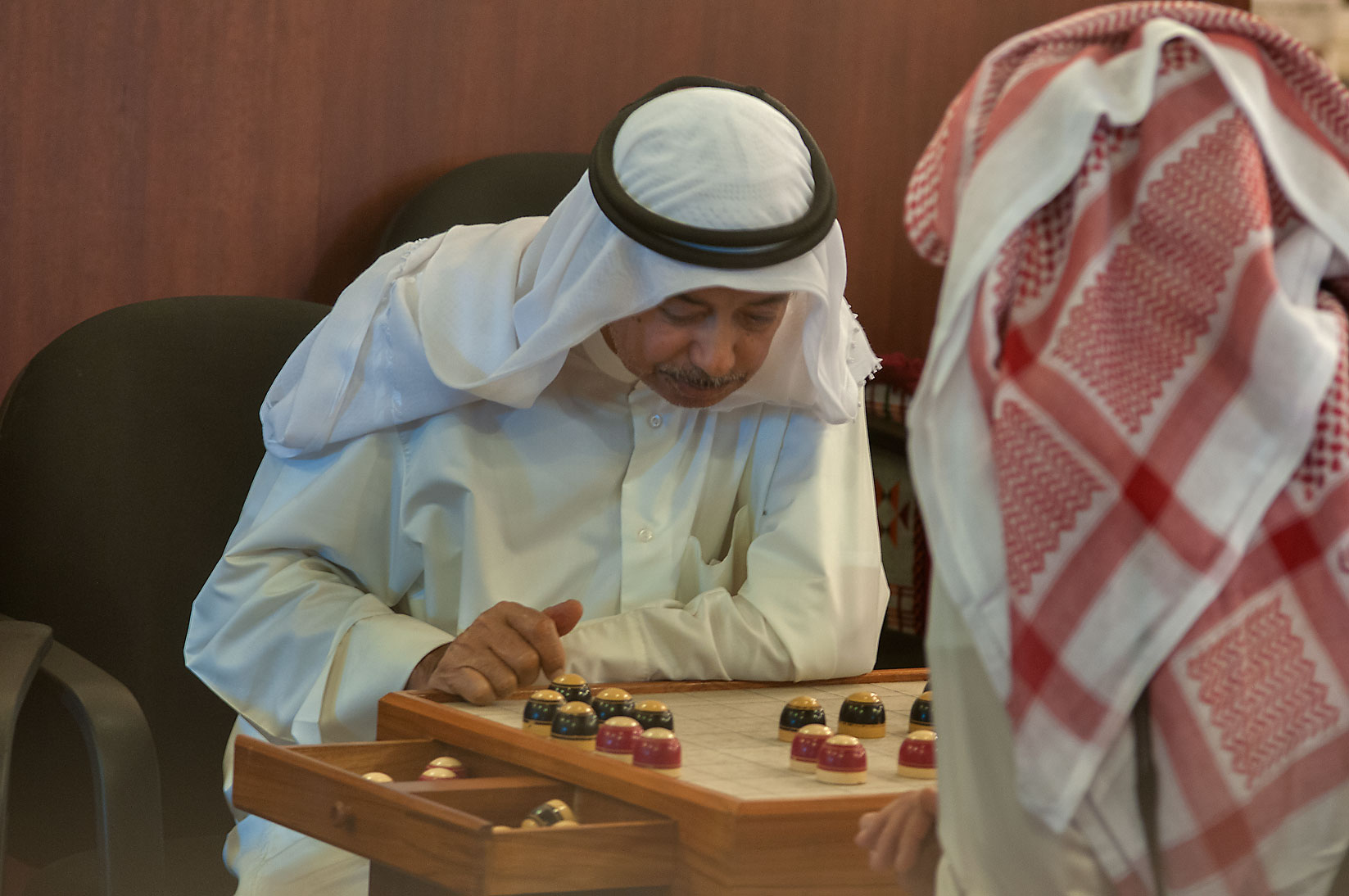